# Debbie Rockt
Debbie Rockt! — немецкий рок коллектив из пяти девушек. Первоначально группа была создана в 2003 году под именем Skylla и выпустила два альбома Lying Society (2003) и Listen To The Picture (2004). В 2006 году состав группы меняется и образуется нынешний состав Debby Rockt!
В 2007 году группа подписывает контракт с лейблом Sony BMG и выходит дебютный альбом Egal was ist… Первый сингл Ich rocke приносит группе известность на территории Германии и Австрии. Второй сингл Popp Song и одноимённое видео вышли в июле 2007.

## Состав
- София «Fie» Старк (вокал)
- Дэнис Эмили Вилсон (гитара)
- Катарина «Kathi» Зайтц (гитара)
- Маргот «Tan» Киху (барабаны)
- Роза Штахер (бас-гитара)

## Альбомы
в качестве Skylla
- 2003: Lying Society
- 2004: Listen To The Picture

в качестве Debbie Rockt!
- 2007: Egal was ist

## Синглы
- 2007: Ich rocke
- 2007: Popp Song
- 2007: Nie mehr Schule